# ФГ42
ФГ42 је била аутоматска пушка, произведена да подмири потребе Луфтвафеа, односно да пружи фалширмјегерима екстра ватрену моћ, која им је била преко потребна при оперисању у малим појединачним групама. Заправо, FG 42 је била, како многи сматрају, претеча модерне јуришне пушке. Сачињена је искључиво од метала, а по потреби се на њу могао поставити бајонет, а исто тако је могла бити са наслоном, помоћу расклапајућих ногара. Маса јој је 4,5 kg, калибра 7,92 mm (исте оне које и Кар. 98). Била је у стању да се пребаци на појединачну или на чисто аутоматску паљбу, чија је брзина била 750 испаљених метака у минути, што ју је, поред брже почетне брзине, чинило бољом у односу на MP43/44. Уведена је у оперативну употребу, у другој половини рата. По 20 метака, смештено је у шаpжер, који се налази са леве стране. Поред свих добрих страна, имала је и своје мане, поготово што се тиче високе цене производње, и у временском и у материјалном смислу. До 1943. године, Немачка није могла приуштити довољно времена у изради ове пушке, управо због тога што је квантитет био приоритет. Само 7.000 примерака је произведено, што није задовољавало текуће потребе, те никада није испоручена довољна количина која би заменила остала оружја. Стога није имала никаквог утицаја на ток и исход рата. Такође, осим фелширмјегера, користили су се и есесовци 500. и 600. СС падобранског батаљона, а први пут је оперативно коришћена приликом напада на Гран Сасо, одакле су СС командоси под вођством Отоа Скорценија избавили заробљеног италијанског диктатора Мусолинија. Занимљиво је да су Американци при изради свог универзалног митраљеза (енгл. GPMG) копирали клипни и брзометни систем ове пушке.

## Историјат
Уочи битке за Крит, немачки фалширмјегери били су опремљени истим оним оружјем којим је и немачка војска (Heer) располагала. Међутим, при искакању из десантних авиона, за собом су носили само пиштоље и ручне бомбе, док су машинке, карабинери и митраљези били смештени у засебне контејнере, који су потом за њима избацивани са засебним падобранима на земљу. Ремени падобрана код немачких падобранаца, са једном траком привезаном за тело, чинили су да се падобранац спусти на земљу ослоњен на руке и колена, направивши притом колут напред. Управо из тог разлога, ради безбедног десанта, нису могли да носе тежа оружја. То је свакако имало своју ману, због које је мноштво немачких падобранаца изгубило животе на Криту, јер онако слабо наоружани, и немогућности да се пробију до контејнера са оружјем раштрканих широм бојног поља, нису имали никакве шансе против добро опремљених војника Комонвелта (већим делом из новозеландског 22. батаљона 5. бригаде). Ово рано борбено искуство показало је да стандардна оружја нису дорасла озбиљним ваздушнодесантним акцијама.